# Карменов, Жанибек
Жанибек Карменов (каз. Жәнібек Кәрменов; 22 марта 1949, село Карааул, Абайский район, Абайская область — 22 июня 1992, Алма-Ата, Казахстан) — казахский певец, писатель. Заслуженный артист Казахстана (1990). Член Союза Писателей Казахстана.

## Биография
Родился в 1949 году в селе Карааул. Происходит из подрода бокеншы рода тобыкты племени аргын.
Учился пению у Жусупбека Елебекова в Алматинской эстрадной студии. Окончил Казахский государственный университет им. С. М. Кирова. Работал редактором издательства «Өнер» и заведовал кафедрой народного пения Алматинской консерватории.
Погиб в дорожно-транспортном происшествии в 1992 году.

## Награды
- 1984 — премия Ленинского комсомола
- 1990 — Заслуженный артист Казахстана

## Память
- Именем Жанибека Карменова названа музыкальная школа в Караауле.
- Улицы в Семее и Алматы носят его имя.